# 兴蒙蒙古族乡
兴蒙蒙古族乡是中华人民共和国云南省玉溪市通海县下辖的一个民族乡。

## 行政区划
兴蒙蒙古族乡下辖以下村级行政区划单位：
兴蒙村。

## 中国传统村落
2013年8月，北阁下村被评为第二批中国传统村落。